# Colonització de Mercuri
Mercuri va ser suggerit com un possible blanc per a la colonització espacial del sistema solar interior, juntament amb  Mart, la  Lluna, i el Cinturó d'asteroides. Aquestes colònies estarien obligades a romandre en les regions polars a causa de les altes temperatures que registra el planeta durant les hores del dia, encara que incursions en altres parts del planeta serien factibles utilitzant equips apropiats, traspassant el terminador lleugerament les característiques de les quals s'aproximarien a les polars o durant la nit.

## Avantatges

### Similitud amb la Lluna
Com la Lluna, Mercuri no té una atmosfera significativa, està relativament proper al Sol, realitza revolucions lentes amb una petita inclinació del seu eix. Per aquesta similitud, molts creuen que la colonització de Mercuri podria ser duta a terme amb la mateixa tecnologia i equipament necessaris per a la colonització de la Lluna.

### Gel a cràters polars

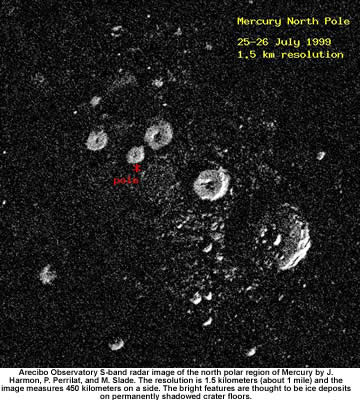
Imatge radar del pol nord de Mercuri

Malgrat la seva proximitat al Sol, l'existència de dipòsits de gel a les àrees polars de Mercuri és una teoria, el que els convertiria en la millor elecció per a un assentament humà. Les àrees polars a més no patirien l'extrema variació de la temperatura entre el dia i la nit, a la qual està exposada la resta de la superfície de Mercuri.

### Energia Solar
En ser el planeta més proper al Sol, Mercuri té una àmplia quantitat dels recursos energètics del Sol. El Sol des de Mercuri és 11 vegades més brillant que des de la Terra, la seva constant solar és de 9.13 kW/m², 6.5 vegades la de la Terra o la Lluna. Com que la inclinació del seu eix de rotació relatiu a la seva òrbita és tan baixa (aproximadament 0.01 graus), hi ha la possibilitat que existeixin els anomenats punts de llum eterna, similars a aquells presents a la Lluna. Els punts alts localitzats en els pols del planeta estan irradiats contínuament pel Sol. Fins i tot, encara que no existissin, es podrien construir en torres, o estacions de recol·lecció situades al voltant d'un pol que podrien ser connectades en un anell, assegurant així subministrament d'energia de manera contínua.

### Recursos d'importància
Hi ha prediccions que indiquen que el sòl de Mercuri pot contenir grans quantitats d'Heli-3, que podrien convertir-se en una important font d'energia neta a la Terra, i conductor de la futura economia del Sistema solar. També, podria haver minerals disponibles per ser extrets, potser per construir estacions espacials en una òrbita baixa entorn del Sol que servirien com a establiments per a activitats amb gran intensitat d'energia.

### Gravetat considerable
Mercuri és més gran que la Lluna (amb un diàmetre de 4879 km contra 3476 km) i té una gran densitat a causa de la gran presència de ferro. Com a resultat, la gravetat a la superfície de Mercuri és de 0.377 g, més del doble que la lunar, de 0,1654 g, i similar a la gravetat a la superfície de Mart. Com que hi ha evidència de problemes de salut relacionats amb l'exposició perllongada a la baixa gravetat, Mercuri pot ser més atractiu que la Lluna per ser habitat a llarg termini.

## Desavantatges
La falta d'una atmosfera important, a prop del Sol, un llarg dia solar (176 dies terrestres) condueixen a importants reptes per a qualsevol futur assentament humà. Fora de la possibilitat de l'existència de gel en els pols, és poc probable que hi hagi al planeta els elements necessaris per a la vida, i tots haurien de ser importats. L'escassa distància de Mercuri del Sol fa que l'atracció exercida pel Sol sigui més gran, on requereix un més gran  canvi de velocitat que el que requereix per uns altres planetes per viatjar cap i des de Mercuri. Òrbites d'assistència gravitatòria fent servir a Venus es van emprar en el passat per arribar Mercuri.